# Alberto Vecchietti
Alberto Vecchietti (Roma, 4 dicembre 1908 – Roma, 16 febbraio 1963) è stato un giornalista, critico cinematografico e sceneggiatore italiano.

## Biografia
Fratello di Tullio Vecchietti, nel cinema italiano fece il suo esordio come assistente regista nel 1942 per Vittorio De Sica e soprattutto con Giacomo Gentilomo, Guido Brignone e Giorgio Simonelli, e fu sceneggiatore di una ventina di film, sia drammatici che commedie, fino al 1959. Nel 1948 si aggiudicò il Nastro d'argento alla migliore sceneggiatura per I fratelli Karamazoff, dove recitò anche in una piccola parte. Nel 1962 è attore occasionale in due pellicole, Il commissario, dove interpreta l'avvocato Zecca, e La marcia su Roma, dove ha la parte di Molinello.
Durante la seconda guerra mondiale svolse attività partigiana con Leonida Repaci, Carlo Andreoni, Ezio Malatesta e Aladino Govoni. Anche giornalista, dal 1945 svolse l'attività di critico teatrale e cinematografico su Avanti!. Nel 1946 fu tra i firmatari e collaboratori del numero unico del periodico Movimento Nuovo. Fece parte dell'Associazione nazionale autori cinematografici.
Muore a Roma il 16 febbraio 1963 dopo una breve ma grave malattia.

## Filmografia

### Sceneggiatore
- Un garibaldino al convento, regia di Vittorio De Sica (1942) – non accreditato, anche aiuto regista
- Finalmente soli, regia di Giacomo Gentilomo (1942) – solo assistente regista
- Buongiorno, Madrid!, regia di Max Neufeld e Gian Maria Cominetti (1943) – anche aiuto regista
- La vita torna, regia di Pier Luigi Faraldo (1943) – anche aiuto regista e montaggio
- Tempesta d'anime, regia di Giacomo Gentilomo (1946) – anche aiuto regista
- Teheran, regia di William Freshmann e Giacomo Gentilomo (1946)
- I fratelli Karamazoff, regia di Giacomo Gentilomo (1947) – anche aiuto regista e attore
- Ti ritroverò, regia di Giacomo Gentilomo (1948) – anche soggetto e aiuto regista
- Fabiola, regia di Alessandro Blasetti (1949) – non accreditato
- Santo disonore, regia di Guido Brignone (1949)
- La bisarca, regia di Guido Brignone (1950)
- Il nido di falasco, regia di Guido Brignone (1950)
- Una bruna indiavolata!, regia di Carlo Ludovico Bragaglia (1951)
- Auguri e figli maschi!, regia di Giorgio Simonelli (1951)
- La paura fa 90, regia di Giorgio Simonelli (1951)
- Sette ore di guai, regia di Vittorio Metz e Marcello Marchesi (1951) – non accreditato
- Stasera sciopero, regia di Mario Bonnard (1951) – anche soggetto
- Vedi Napoli e poi muori, regia di Riccardo Freda (1952) – anche soggetto
- Amore rosso - Marianna Sirca, regia di Aldo Vergano (1952)
- La vendetta di una pazza, regia di Pino Mercanti (1952)
- La nemica, regia di Giorgio Bianchi (1952)
- Agenzia matrimoniale, regia di Giorgio Pàstina (1952)
- Canzone appassionata, regia di Giorgio C. Simonelli (1953) – solo soggetto
- Terra straniera, regia di Sergio Corbucci (1953)
- Il mostro dell'isola, regia di Roberto Bianchi Montero (1954)
- Canzone d'amore, regia di Giorgio C. Simonelli (1954)
- Cantami "Buongiorno tristezza", regia di Giorgio Pàstina (1955)
- Il mondo dei miracoli, regia di Luigi Capuano (1959)

## Attore
- Il commissario, regia di Luigi Comencini (1962)
- La marcia su Roma, regia di Dino Risi (1962)

## Doppiatori
- Mario Pisu in Il commissario